# Naked City
A Naked City (jelentése: Meztelen város) amerikai avantgárd dzsesszegyüttes volt.

## Története
1988-ban alakultak meg New Yorkban és 1993-ban oszlottak fel. A zenekart John Zorn szaxofonista és zeneszerző irányította. Jellemzőjük volt a sokszínűség, hiszen több műfajban is zenéltek: fő profiljuk az avantgárd és kísérletezős zene volt, de jelen voltak a free jazz és a grindcore műfajokban is. A második nagylemezük nagyrészt az extrém gyors grindcore műfajra támaszkodik, míg a többi lemezükön a kísérletezős (experimental) zene, az avantgárd zene és a dzsessz a jellemző műfaj. A legelső lemezükön még thrash metal és hardcore punk elemek is szerepeltek. A Naked City-re jellemző volt az is, hogy dalaik során gyakran váltogatták műfajaikat, egyik pillanatban még kellemes és lágy dzsessz-zenét játszanak, a másik pillanatban meg kemény, heavy metal ihletettségű zenét játszanak. Zenei sokszínűségüket és gyors stílusváltoztatásukat Zorn azzal indokolta, hogy tesztelni szerette volna, meddig haladhat egy rockbanda. Dalaikban surf rock, progresszív rock, klasszikus zene, country és punk rock elemek is szerepelnek. Feldolgoztak dzsesszes stílusban filmzenéket is, például Batman, James Bond, Chinatown. Feloszlásuk után John Zorn hasonló hangzású és jellegű együttest alapított, Painkiller néven. A Painkiller 1991-től 1995-ig tevékenykedett, de időnként újból összeállnak, 1997 óta. A Naked City-hez hasonlóan az "utód" zenéire is a stílusi változatosság jellemző. Lemezeiket az Earache Records és a Tzadik Records kiadók dobják piacra.

## Tagok
- John Zorn – szaxofon
- Bill Frisell – elektromos gitár
- Fred Frith – basszusgitár
- Wayne Horvitz – billentyűk
- Joey Baron – dobok
- Yamatsuka Eye – ének (1988–1993)

### Koncerttagok
- Mike Patton – ének (1991, 2003)
- Cyro Baptista – ütős hangszerek (1989)
- Carol Emanuel – hárfa (1989)

## Diszkográfia
Stúdióalbumok
- Naked City (1990)
- Grand Giugnol (1992)
- Heretic (1992)
- Leng Tch'e (1992)
- Radio (1993)
- Absinthe (1993)

Koncertalbumok
- Naked City Live vol. 1: The Knitting Factory 1989 (2002)
- Live in Quebec '88 (2017)

Válogatások
- Torture Garden (1990)
- Black Box (válogatáslemez, 1996, eredetileg csak Japánban jelent meg)
- Naked City: The Complete Studio Recordings (válogatáslemez, az összes nagylemezt tartalmazza, 2005)